# Attila Császári
Attila Császári (Budapest, 1º gennaio 1954) è un ex pentatleta e nuotatore ungherese.

## Palmarès
In carriera ha conseguito i seguenti risultati:
- Mondiali:

Zielona Góra 1981: argento nel pentathlon moderno a squadre.
Roma 1982: argento nel pentathlon moderno a squadre.